# Пам'ятник Олександрові Пушкіну (Харків)
Па́м'ятник Олекса́ндрові Пу́шкіну в Харкові — колишній пам'ятник-погруддя російському поетові Олександру Пушкіну в місті Харкові. Був встановлений на Театральній площі у 1904—2022 роках. Демонтований 9 листопада 2022 року в рамках деколонізації після початку широкомасштабного вторгнення Росії в Україну.

## Історія
Пам'ятник Пушкіну у Харкові вирішили встановити у 1899 році до 100-річчя з дня народження письменника. Але відкритий він був 26 травня 1904 року. Він був розташований на початку Театрального скверу. 
Через п'ять місяців після встановлення пам'ятника, у ніч на 31 жовтня 1904 року, на хвилі передреволюційних подій активісти підпільної терористичної групи «Оборона України», створеної на базі партії УНП з ініціативи Миколи Міхновського, спробували підірвати пам'ятник . Внаслідок вибуху бюст не постраждав, відкололася лише частина постаменту. При цьому в будинках біля площі Поезії вибуховою хвилею повибивало шибки. Один з організаторів підриву Микита Шаповал згодом пояснював: 
«Я був переконаний, що доки на Україні нема пам'ятника Шевченку — не сміє стояти інший пам'ятник».
У 1909 році до сторіччя з дня народження письменника в аналогічному стилі на іншому кінці скверу був споруджений бюст Гоголю.
Бюст демонтували 9 листопада 2022 р. та вивезли на зберігання. У листопаді 2023 р. Кабінет Міністрів України ухвалив рішення про вилучення пам’ятника з Державного реєстру нерухомих пам’яток культурної спадщини національного значення. 5 червня 2024 року працівники комунального підприємства демонтували постамент пам’ятника.

## Опис
Бронзовий бюст був встановлений на чотиригранному постаменті з сірого граніту. Пушкін був увінчаний лавровою гірляндою. На постаменті був надпис: рос. «Александру Сергеевичу Пушкину город Харьков».
Скульптор — Борис Едуардс. Офіційна назва: «Пам'ятник поету О. С. Пушкіну» . Пам'ятник був об'єктом культурної спадщини національного значення (пам'ятка монументального мистецтва), охоронний номер 200010-Н.